# Jan Baptist van Fornenbergh
Jan Baptist van Fornenbergh, född 1624, död 1697, var en nederländsk skådespelare och teaterdirektör. 
Han var gift med skådespelaren Helena Heusen (ca. 1622-1680) och far till skådespelarna Johanna van Fornenbergh, Susanna van Fornenbergh, Dorothea van Fornenbergh och Cornelia van Fornenbergh och troligen Anna van Fornenbergh.
Han var ledare för det berömda teatersällskapet 'Nederlandske Comedianter', som turnerade i Nederländerna, Norra Tyskland, Danmark, Sverige och Baltikum. Hans teater uppträdde år 1653 för drottning Kristina, vilket troligen var första gången kvinnliga skådespelare uppträdde i Sverige.